# The Bluffer (film 1919)
The Bluffer è un film muto del 1919 diretto da Travers Vale.

## Produzione
Il film fu prodotto dalla World Film.

## Distribuzione

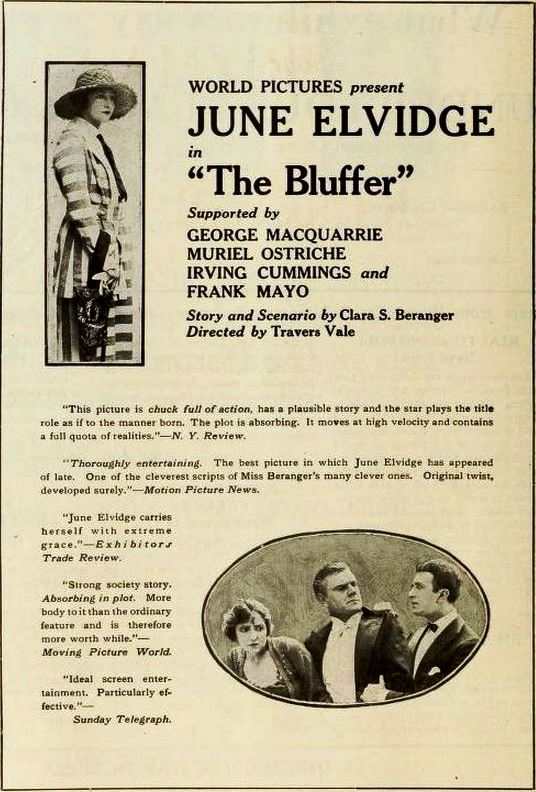
Pubblicità su Moving Picture World (25 gennaio 1919)

Distribuito dalla World Film, il film uscì nelle sale cinematografiche statunitensi 20 gennaio 1919.
Il copyright del film, richiesto dalla World Film Corp., fu registrato il 21 gennaio 1919 con il numero LU13349.